# Karl Knauer (Politiker)
Max Karl Knauer (* 11. Februar 1872 in Fürth am Berg; † 18. März 1951 in Reichenbach) war ein deutscher Gewerkschafter und Politiker (SPD).

## Leben
Karl Knauer wurde als Sohn eines Webermeisters und Landwirtes im oberfränkischen Fürth am Berg geboren. Nach dem Volksschulabschluss absolvierte er eine Lehre als Maler und Lackierer, die er mit der Gesellenprüfung abschloss. Danach arbeitete er als Malergeselle und war von 1899 bis 1909 als selbstständiger Malermeister in Sonneberg tätig.
Von April 1909 bis Dezember 1919 war er als Redakteur beim Thüringer Volksfreund beschäftigt. Außerdem war er von 1900 bis 1919 Vorsitzender der Sonneberger Ortskrankenkasse. 1904 beteiligte er sich an der Gründung des Konsumvereins in Sonneberg, als dessen Aufsichtsratsvorsitzender er in den folgenden Jahren agierte. Darüber hinaus wirkte er von 1906 bis 1919 als Vorsitzender des Gewerkschaftskartells in Sonneberg.
Knauer trat während der Zeit des Deutschen Kaiserreiches in die Sozialdemokratische Partei Deutschlands (SPD) ein und wurde zum Vorsitzenden der SPD Sonneberg gewählt. Er gehörte von 1909 bis 1919 dem Sonneberger Gemeinderat an und war von 1903 bis 1918 Landtagsabgeordneter im Landtag des Herzogtums Sachsen-Meiningen. Bei der Reichstagswahl 1912 kandidierte er erfolglos im Reichstagswahlkreis Herzogtum Sachsen-Meiningen 1 für die SPD.
Nach der Novemberrevolution amtierte Knauer vom 12. November 1918 bis zum 1. April 1922 als Staatsrat in der Regierung des Freistaates Sachsen-Meiningen. Von Dezember 1919 bis Juli 1920 war er Mitglied des Volksrates von Thüringen als Abgeordneter des Freistaates Sachsen-Meiningen. Nach der Bildung des Landes Thüringen war er von Juni 1920 bis Februar 1927 Mitglied des dortigen Landtages.
Knauer war von Januar 1920 bis Dezember 1922 Erster Bürgermeister und von Dezember 1922 bis zu seiner Versetzung in den Wartestand am 1. Juli 1924 Kreisdirektor in Sonneberg. Von Juli 1925 bis März 1930 war er erneut Gemeindevorsteher (Erster Bürgermeister) in Sonneberg. 1933 wurde er aufgrund des „Gesetzes zur Wiederherstellung des Berufsbeamtentums“ aus dem thüringischen Staatsdienst entlassen.
Daraufhin zog er ins oberfränkische Teuschnitz, wo er von 1945 bis 1948 als Bürgermeister amtierte. Andere Quellen belegen wiederum sein Bürgermeisteramt in der Gemeinde Reichenbach von 1945 bis 1948/50.

## Ehrungen
- Karl-Knauer-Straße in Sonneberg